# Colombia ai Giochi della XI Olimpiade
La Colombia partecipò ai Giochi della XI Olimpiade, svoltisi a Berlino, Germania, dal 1º al 16 agosto 1936, con una delegazione di 5 atleti, tutti iscritti a gare dell'atletica leggera. Portabandiera alla cerimonia di apertura fu il velocista José Domingo Sánchez. Si tratta della seconda partecipazione di questo paese ai Giochi. Non furono conquistate medaglie.